# レッドボルテージ

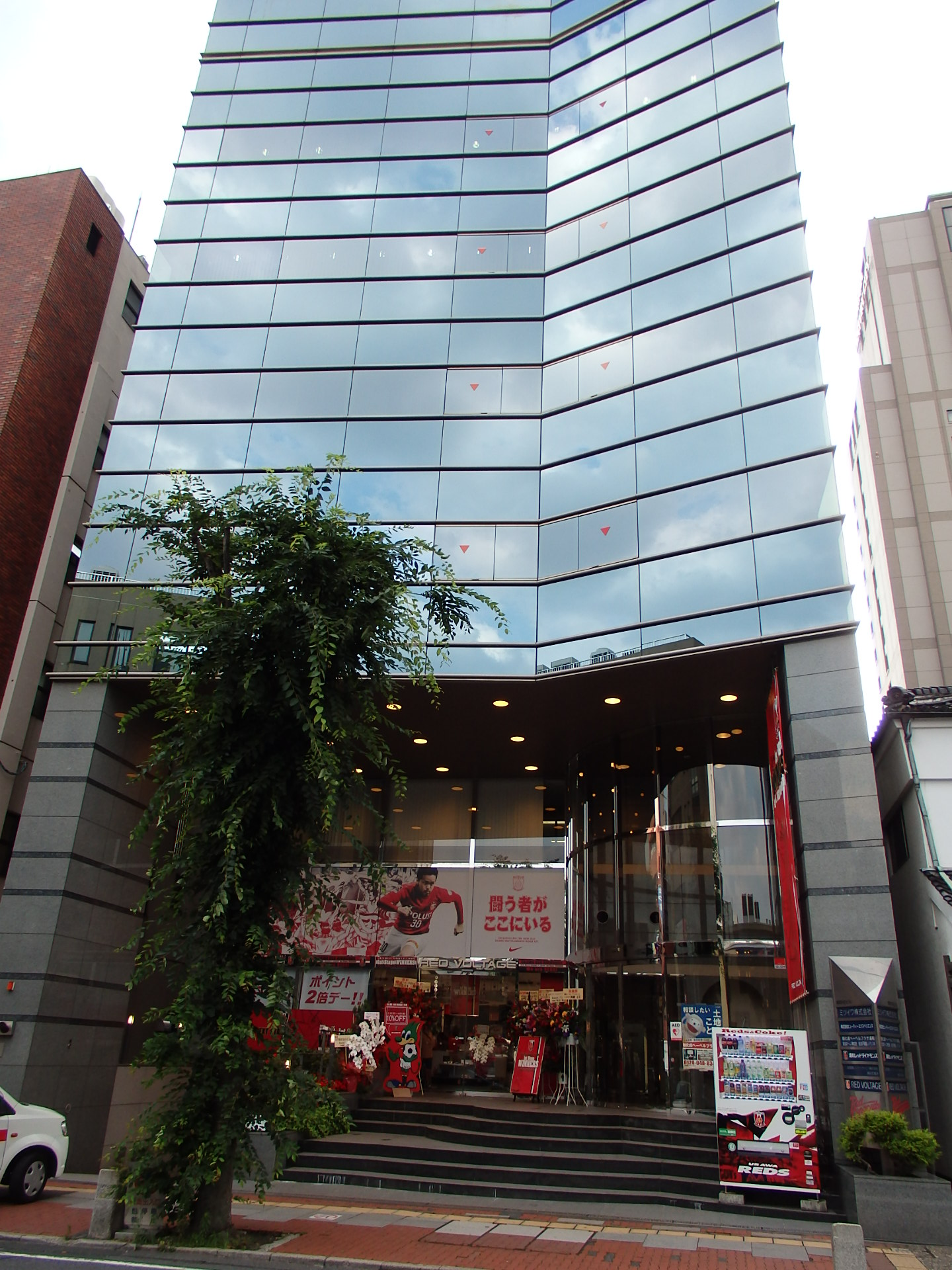
レッドボルテージ旧店舗（2015年）

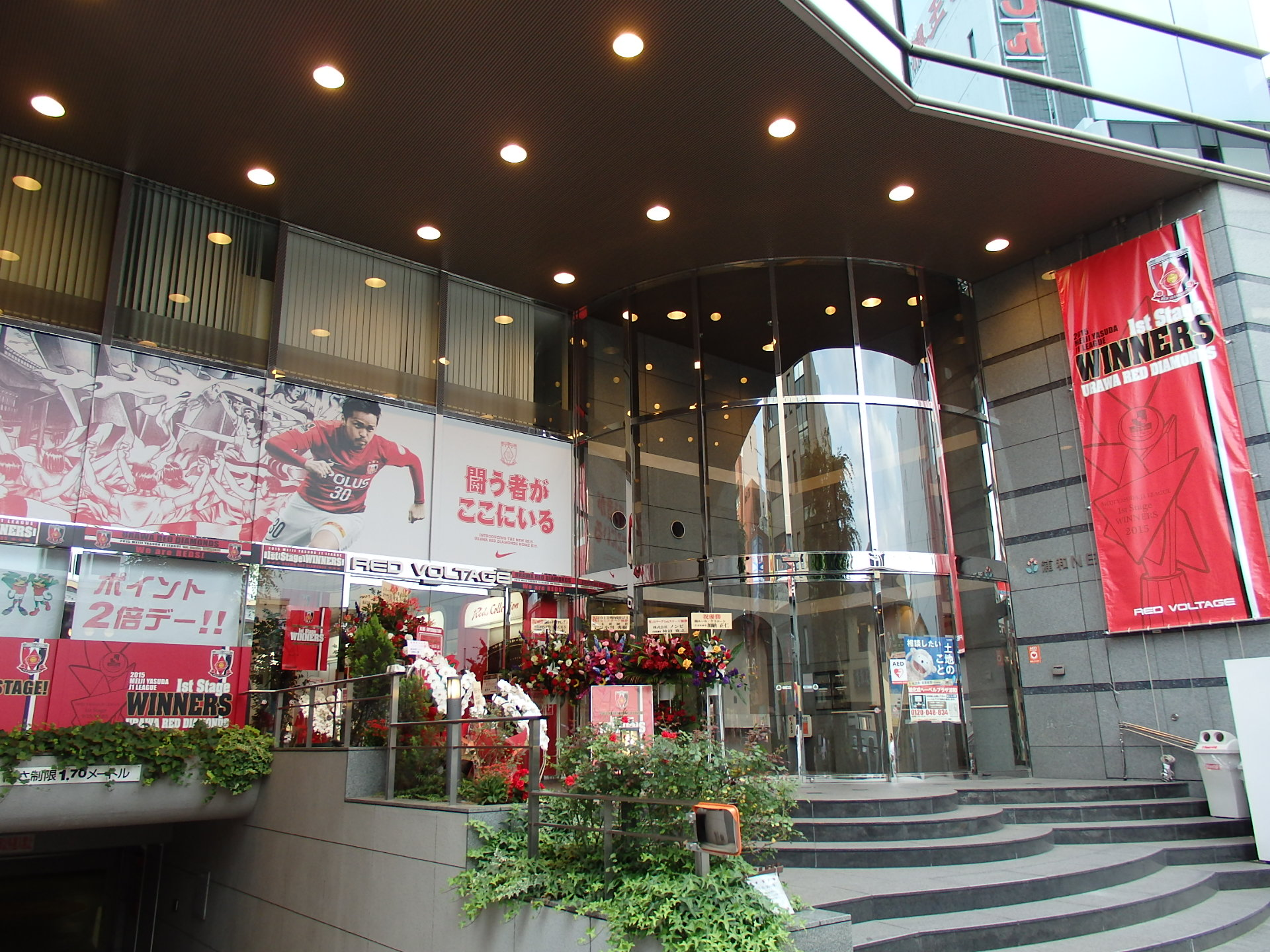
レッドボルテージ（2015年1stステージ優勝直後）

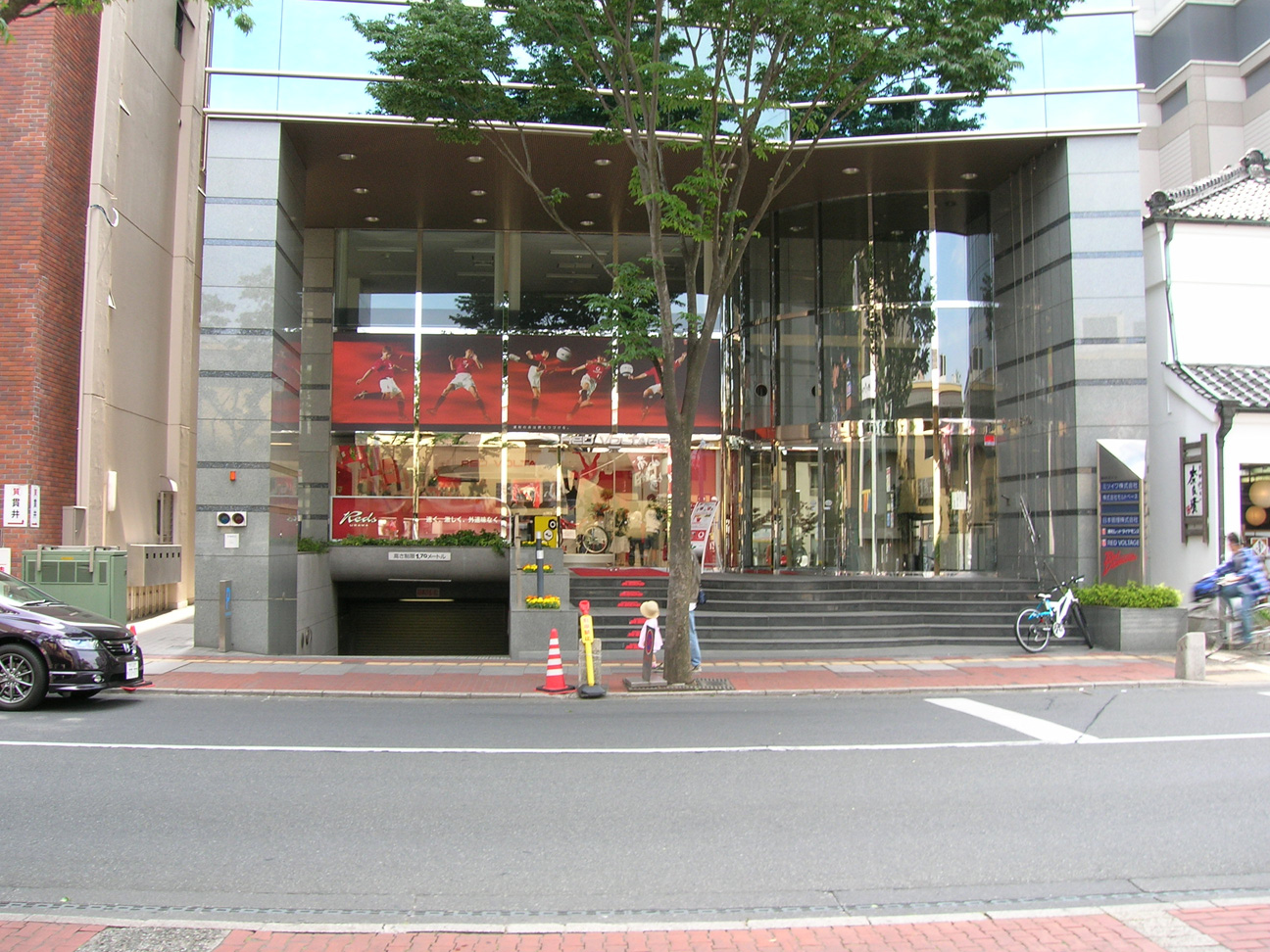
2005年5月29日撮影

レッドボルテージ（RED VOLTAGE）は、さいたま市浦和区高砂にあるJリーグ浦和レッドダイヤモンズ（浦和レッズ）のオフィシャルショップである。
様々なグッズを販売しており、浦和レッズのホームゲームの開催日にはレジに長蛇の列ができるほど混雑する。また、店内のスクリーンでは常時レッズの試合を流している（旧店舗時代はライブ放送を実施していたが、新店舗ではスペースの関係から廃止となった）。

## 沿革
Jリーグ開幕から3ヶ月後の1993年8月7日に、浦和市仲町の旧中山道沿いにあるビル（このビルには、2005年に埼玉スタジアム2002に移転するまでクラブの本社があった）にオープン。当初は店名がなく、単に「レッズのお店」と呼ばれていた。
オープンと同時にサポーターから店名を募集し、1993年11月7日に「レッドボルテージ」と命名された。
2018年3月8日をもって開店当初からの店舗での営業を終了し、3月16日に浦和駅西口の駅ビル「アトレ浦和 West Area」へ移転した。

## 営業日時
新店舗
- 営業時間は10:00 - 20:00。定休日は1月1日、及び年2回予定（時期未定）の館内点検日2日間。

旧店舗
- 営業時間は10:00 - 19:00。定休日は月曜日、年末年始（12月26日～1月2日または3日）。

## 所在地
新店舗
- 埼玉県さいたま市浦和区高砂1-16-12 アトレ浦和WestArea1階

旧店舗
- 埼玉県さいたま市浦和区仲町2-4-1 浦和NEビル1階

## アクセス
新店舗
- 浦和駅（京浜東北線・高崎線・宇都宮線（東北本線）・湘南新宿ライン・上野東京ライン）から徒歩1分

旧店舗
- 浦和駅西口から徒歩約7分。西口を出て県庁通りと旧中山道の交差点「駅西口交差点」を右（国道463号本道・埼玉県道65号さいたま幸手線経由埼玉県道164号鴻巣桶川さいたま線大宮方面）に曲がり旧中山道を約400m進み、須原屋を通過すると、向かって左手にあった。